# A Rendição de Breda
A rendição de Breda, A tomada de Breda ou As lanças é um óleo sobre tela, pintado em 1634-1635 por Diego Velázquez, que se encontra no Museu do Prado, Madrid.

## Contexto histórico
Para entender esta obra de Velázquez dum ponto de vista histórico, é preciso levar em conta que, no final do século XVI e início do XVII, os Países Baixos (liderados pelo seu nobre mas importante, Guilherme de Orange) estavam imersos na Guerra dos Oitenta Anos ou guerra da Flandres, na qual lutavam pela  independência da Espanha.
Em 1590, com Maurício, príncipe de Orange (quarto filho de Guilherme) como estatuder das Províncias Unidas dos Países Baixos, a cidade de Breda foi tomada pelos holandeses.
A trégua dos doze anos manteve o país em calma entre 1609 e 1621. Quando o rei da Espanha Filipe IV subiu ao trono em 1621, a trégua expirou e a guerra recomeçou.
Em terra, a campanha neerlandesa contra a Espanha se distinguiu em duas frentes: conflitos ao longo da fronteira leste, que separava a confederação e os territórios "alemães"; e ao longo da fronteira sul, onde a República confinava com as Províncias Obedientes (atual Bélgica, então sob domínio espanhol). 
De 1622 a 1625, os espanhóis capturaram Jülich, cercaram Bergen Op Zoom e conquistaram Breda. A conquista de Breda estava ainda dotada de simbolismo, pois integrava o domínio patrimonial dos Orange.  

## Assédio de Breda

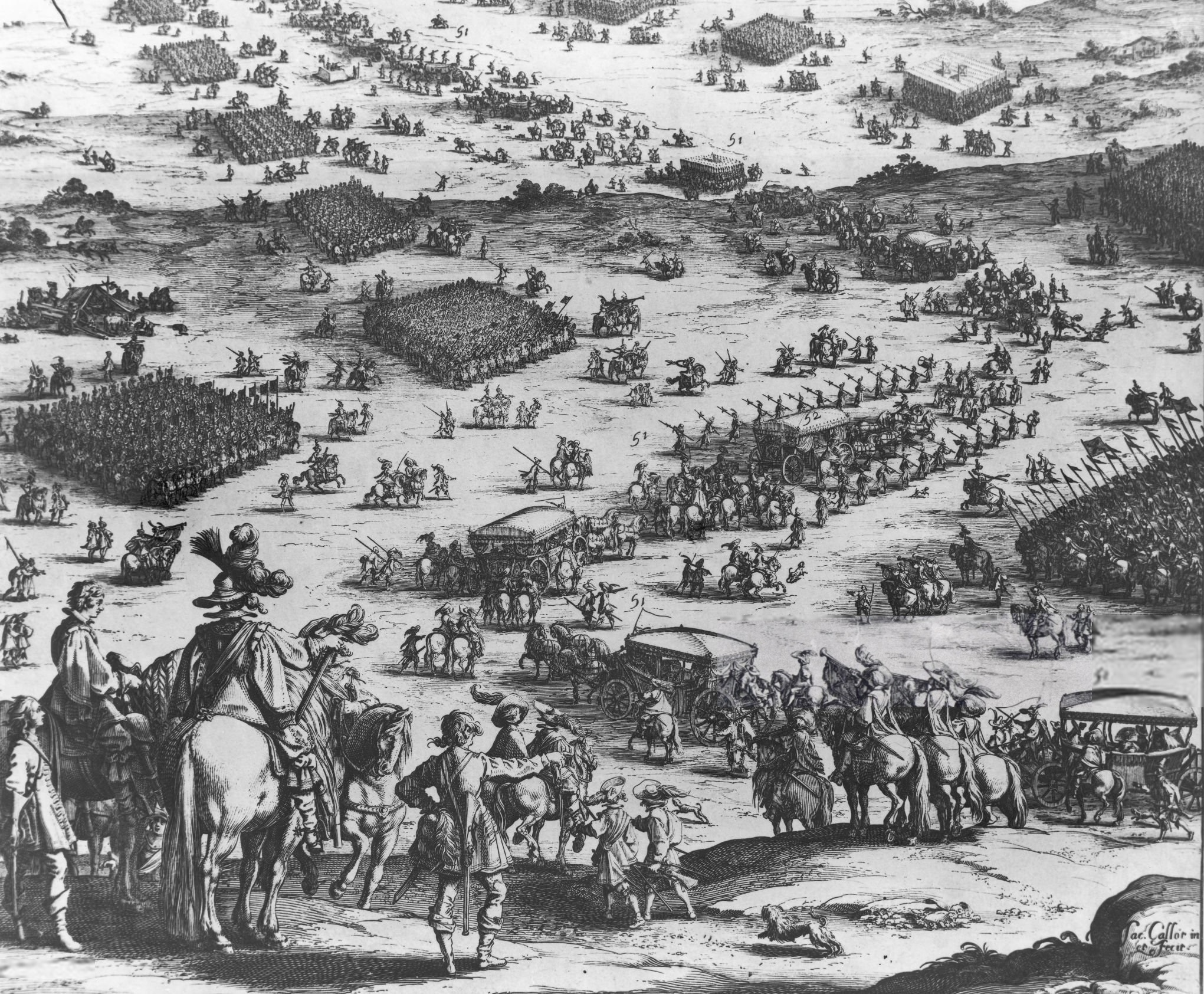
Assédio de Breda, em uma gravura da época.

Artigo principal: Assédio de Breda (1625)
Filipe IV nomeou, como chefe supremo da expedição a Breda,o seu melhor estratego naquela época, o aristocrata genovês Ambrósio de Spinola, no comando de 30 000 homens, além dum bom número de generais espanhóis, como os militares marquês de Leganés e D. Carlos Coloma.
A cidade de Breda estava defendida por Justino de Nassau, da casa de Orange. O cerco da cidade foi uma lição de estratégia militar. Alguns generais de outras nações acudiram ali na qualidade do que atualmente seria um «adido militar», para conhecer e observar a tática do grande Spinola. O principal era impedir que até ao local chegassem reforços de víveres e munições. Para isso, foram realizadas uma série de ações secundárias; uma das que mais sucesso tiveram foi alagar os terrenos imediatos e impedir assim a passagem de ajuda.
As crônicas da época contam que a defesa de Breda chegou a ser heroica, mas finalmente a guarnição teve de se render. Justino de Nassau capitulou a 5 de Junho de 1625. Foi uma capitulação honrosa, que o exército espanhol reconheceu como tal, e permitiu que a guarnição saísse formada em ordem militar, com as suas bandeiras à frente. Os generais espanhóis deram ordem para que os vencidos fossem rigorosamente respeitados e tratados com dignidade. As crônicas contam também o momento em que o general espanhol Spinola aguardava fora das fortificações o general holandês Nassau. A entrevista foi um ato de cortesia, o inimigo foi tratado com cavalheirismo, sem humilhação. Este é o momento histórico que Velázquez escolheu para pintar o seu quadro.

## Descrição do quadro
Velázquez desenvolveu o tema sem vanglória nem sangue. Os dois protagonistas estão no centro da cena e parecem dialogar mais como amigos do que como inimigos. Justino de Nassau aparece com as chaves de Breda na mão, e faz menção de ajoelhar-se, o qual é impedido pelo seu adversário que põe uma mão sobre seu ombro para evitar que se humilhe. É assim uma ruptura com a tradicional representação do herói militar, que costumava ser representado erguido sobre o derrotado, humilhando-o. Igualmente afasta-se do hieratismo que dominava os quadros de batalhas.
Velázquez representa com realismo o general Spínola, a quem conhecia pessoalmente, pois viajaram juntos à Itália em 1629. Um realismo semelhante, com caracterização individual, aprecia-se nos rostos dos soldados, que estão tratados como retratos.
Este quadro foi destinado ao Salão de Reinos do recinto do Palácio do Bom Retiro de Madrid, destinado a narrar as batalhas do monarca. Quando foi colocado ali, todavia Velázquez mantinha em branco uma folha num pequeno canto embaixo à direita do quadro, reservado sem dúvida para pôr ali a data e a sua assinatura. Nunca o fez, como ocorreu com outras tantas obras suas.

## Cópia brasileira
Em 1896, Eliseu Visconti, em cumprimento de suas obrigações como bolsista do Governo Brasileiro em Paris, concluiu uma cópia em tamanho natural da tela A Rendição de Breda, para o que realizou diversas viagens ao Museu do Prado, em Madrid. Esta cópia de Visconti foi reproduzida no primeiro número da Revue du Brésil, publicada em Paris em novembro de 1896. Sempre muito apreciada e elogiada, a cópia de Visconti esteve exposta no saguão de entrada do Museu Nacional de Belas Artes do Rio de Janeiro durante mais de quarenta anos, ali recebendo luz natural e poluição continuamente. Retirada para restauro despedaçou-se, e hoje aguarda prioridade para ser reconstituída.